# Futur prvi
Futur prvi (lat. futurus = budući), također futur I ili buduće vrijeme glagola u hrvatskom jeziku tvori se od nenaglašenog prezenta pomoćnog glagola htjeti i infinitiva.

## Primjeri futura
Futur prvi glagola raditi:
| lice | jednina       | množina        |
| ---- | ------------- | -------------- |
| 1.   | ja ću raditi  | mi ćemo raditi |
| 2.   | ti ćeš raditi | vi ćete raditi |
| 3.   | on će raditi  | oni će raditi  |

Specifična futuru prvom jest morfološka promjena koja nastaje u inverziji pomoćnog glagola i infinitiva pa glagoli čiji infinitiv završava s -ti gube dio infinitivnog nastavka:
| lice | jednina   | množina    |
| ---- | --------- | ---------- |
| 1.   | radit ću  | radit ćemo |
| 2.   | radit ćeš | radit ćete |
| 3.   | radit će  | radit će   |

Krnji se infinitivni nastavak -t piše, ali se ne izgovara (izgovara se /radi ću/). Kao takav, koristi se i u književnom jeziku, naročito u proznoj literaturi i drami. 
Glagoli čiji infinitivi završavaju na -ći ne prolaze kroz istu promjenu:
| lice | jednina  | množina   |
| ---- | -------- | --------- |
| 1.   | peći ću  | peći ćemo |
| 2.   | peći ćeš | peći ćete |
| 3.   | peći će  | peći će   |

Promjena se ne događa jer je teško izgovoriti dva slova "ć" zaredom pa tako slovo "i" ostaje među njima.

## Futur prvi pomoćnih glagola
Futur prvi pomoćnih glagola biti i htjeti:
|                        | glagol biti                                                                                               | glagol htjeti |
| ---------------------- | --- | --- |
| Futur prvi             | 1. ja ću biti 2. ti ćeš biti 3. on/ona/ono će biti 1. mi ćemo biti 2. vi ćete biti 3. oni/one/ona će biti | 1. ja ću htjeti 2. ti ćeš htjeti 3. on/ona/ono će htjeti 1. mi ćemo htjeti 2. vi ćete htjeti 3. oni/one/ona će htjeti |
| Futur prvi - inverzija | 1. bit ću 2. bit ćeš 3. bit će 1. bit ćemo 2. bit ćete 3. bit će                                          | 1. htjet ću 2. htjet ćeš 3. htjet će 1. htjet ćemo 2. htjet ćete 3. htjet će                                          |

## Uporaba
- Futur prvi koristi se za radnju koja će se dogoditi ili nastaviti događati kasnije u odnosu na trenutak u kojem se izražavamo:

Posljedice uragana Katrina osjećat će se godinama.
U ovom primjeru nije nužno jasno je li se uragan već dogodio u trenutku kad govorimo o njegovim posljedicama, tj. osjećaju li se već posljedice uragana. To je ujedno i nevažno za uporabu futura prvog: posljedice će se osjećati u budućnosti u odnosu na trenutak kad je predviđanje u posljedicama iskazano te je stoga pravilno koristiti futur prvi.
- Česta je pojava zamjene futura prvog prezentom nesvršenog vida:

Stižem prvim vlakom. umjesto Stići ću prvim vlakom.

## U drugim slavenskim jezicima
U zapadnoslavenskim i istočnoslavenskim jezicima kao što su: poljski, češki, slovački, ruski, bjeloruski i ukrajinski futur I se tvori pomoću onoga što se u hrvatskoj gramatici naziva "svršeni prezent pomoćnog glagola biti " i infinitiva glavnog glagola.
Kada bi se takav način tvorbe futura I primijenio na hrvatski jezik, dobili bi sljedeće oblike.
| lice | jednina    | množina     |
| ---- | ---------- | ----------- |
| 1.   | budem peći | budemo peći |
| 2.   | budeš peći | budete peći |
| 3.   | bude peći  | budu peći   |

Takav način tvorbe futura I je jedini logički ispravan način tvorbe budućeg glagolskog vremena u slavenskim jezicima. Hrvatska verzija futura I u suštini nije buduće glagolsko vrijeme, već se radi o izražavanju htijenja u sadašnjosti.

U bugarskom se jeziku futur I tvori pomoću riječi šte (ще) i prezenta glavnog glagola. Riječ šte (ще) je izvedenica od pomoćnog glagola htjeti.
Kada bi se bugarski način tvorbe futura I primijenio na hrvatski jezik, dobili bi sljedeće oblike.
| lice | jednina   | množina    |
| ---- | --------- | ---------- |
| 1.   | šte pečem | šte pečemo |
| 2.   | šte pečeš | šte pečete |
| 3.   | šte peče  | šte peku   |

U timočkom (torlačkom) narječju srpskog jezika futur I tvori se pomoću riječi ću/će i prezenta glavnog glagola.
Kada bi se bugarski način tvorbe futura I primijenio na hrvatski jezik, dobili bi sljedeće oblike.